# Eugénie-les-Bains
Eugénie-les-Bains település Franciaországban, Landes megyében. Lakosainak száma 486 fő (2022. január 1.). Eugénie-les-Bains Bahus-Soubiran, Classun, Duhort-Bachen és Saint-Loubouer községekkel határos.

## Népesség
A település népességének változása:
| Lakosok száma | 452  | 408  | 467  | 476  | 436  | 447  | 446  | 447  | 460  | 486  |
|               | 1968 | 1982 | 1990 | 2006 | 2013 | 2015 | 2017 | 2019 | 2020 | 2022 |